# Koukkari
Koukkari med Aksunluoto är en ö i Finland. Den ligger i Bottenhavet och i kommunen Sastmola i den ekonomiska regionen  Björneborgs ekonomiska region i landskapet Satakunta, i den västra delen av landet. Ön ligger omkring 52 kilometer norr om Björneborg och omkring 270 kilometer nordväst om Helsingfors.
Öns area är 7,4 hektar och dess största längd är 0,7 kilometer i nord-sydlig riktning.

## Delöar och uddar
- Koukkari 61°55′15″N 21°23′00″Ö / 61.92079°N 21.38339°Ö
- Aksunluoto 61°55′06″N 21°23′09″Ö / 61.91845°N 21.38595°Ö